# Barra de tasques
La barra de tasques és un element de la interfície gràfica d'usuari que té diversos propòsits. Pot mostrar els arxius i les carpetes que estan obertes o els programes que s'estan executant. A causa de la seva prominència a la pantalla, la barra de tasques normalment també té una àrea de notificació, que utilitza icones interactives per a mostrar informació en temps real sobre l'estat del sistema a l'ordinador, l'idioma instal·lat o l'hora segons el fus horari escollit per l'usuari. L'ús d'escriptoris virtuals evita la saturació de la barra de tasques. El disseny de la barra de tasques varia entre els diferents sistemes operatius, però generalment assumeix la forma d'una tira situada al llarg d'una vora de la pantalla. Hi ha programes com el RocketDock que ofereixen una barra de tasques configurable.

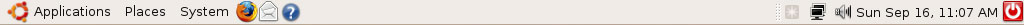
Aspecte de la barra de tasques utilitzada per GNOME.

Al Windows 1.0 ja hi havia una barra que mostrava diverses icones que corresponien als programes que l'usuari estava executant. En fer clic en aquestes icones, l'usuari podia canviar fàcilment entre programes. El Windows 95 va ser la primera versió amb menú inici i que admetia el desplaçament de la barra de tasques.